# Vicent Ferrer (abat de Poblet)
Vicent Ferrer (València, ? - Poblet, Conca de Barberà, 1411) fou abat de Poblet (1393-1409) i oncle de Sant Vicent Ferrer.
Darrere de l'altar major de Santa Maria de Poblet podem veure l'escut heràldic d'aquest abat: en camper d'or, tres ferradures, ben col·locades (dos i una), se suposa que d'atzur, i que corresponen al llinatge dels Ferrer (llinatge originari de Palamós i que s'estengué a Mallorca, València i Aragó).
Sembla que aquest abat es va trobar implicat en qüestions del Cisma, per la seva actitud en favor de Roma, poc favorable a Benet XIII, el Papa Luna, fou deposat renunciant a l'abadia en favor del monjo Jaume Carbó, qui el succeí com abat.